# Marciana
Marciana (též Marciána) je ženské křestní jméno latinského původu. Je odvozeno od mužského jména Marcián, které má stejný původ jako jméno Marek. Jméno Marciana znamená oddaná bohu Martovi. Svátek slaví dne 9. ledna. Svatá Marciana Mauretánská byla světice z 3. a 4. století, která byla umučena roku 304 za císaře Diokleciána.
Matriční zápisy z 18. a 19. století dokazují, že jméno v Česku existovalo, ovšem vyskytovalo se velmi sporadicky. V současnosti žádné nositelky tohoto jména v Česku nežijí. I v ostatních zemích Evropy je jméno považováno za zastaralé a příliš se nepoužívá.
Běžnější forma tohoto jména je Marcia, popřípadě Marzia. Německá a italská podoba je Marziana. V Polsku je jméno rozšířeno v podobě Marcjanna, žije zde 895 nositelek.
K roku 2014 žilo na světě přibližně 69 241 nositelek jména Marciana, z toho nejvíce na Filipínách, v Brazílii a v Mexiku. V Evropě je velmi sporadické, nejčastěji se vyskytuje ve Španělsku a v Rumunsku. 

## Známé osobnosti
- Marcjanna Fornalska – polská aktivistka dělnického hnutí
- Marcjanna Lelek – polská herečka
- Paccia Marciana – první manželka římského císaře Septimia Severa
- Ulpia Marciana – sestra římského císaře Traiana
- Marciana Valtierra Tordesillas – španělská bosá karmelitka umučená během španělské občanské války

## Zajímavost
Jméno Marciána bylo zmíněno v seriálu Comeback, konkrétně v díle Koprovka, kdy jím byla označena jedna z postav, Marcela Divićová.